# Ligne 5 du tramway de Nice
 (février 2023).
Si vous disposez d'ouvrages ou d'articles de référence ou si vous connaissez des sites web de qualité traitant du thème abordé ici, merci de compléter l'article en donnant les références utiles à sa vérifiabilité et en les liant à la section « Notes et références ».
La ligne 5 du tramway de Nice est une ligne de tramway en projet dans les Alpes-Maritimes, en France. Longue de 7,6 km, la cinquième ligne du tramway de Nice reliera Nice à Drap en seize stations à compter de 2028, une première section pouvant être ouverte dès 2026.

## Historique

### Chronologie
- 2026 : mise en service prévue entre Pont Michel et Ariane Nord
- Mi-2027 : mise en service prévue entre Ariane Nord et La Trinité
- Fin 2027 : mise en service prévue entre Palais des Expositions et Pont Michel
- Fin 2028 : mise en service prévue entre La Trinité et Drap

### Naissance du projet
Depuis le milieu des années 2010, un projet d'extension de la ligne 1 du tramway jusqu'à La Trinité en passant par l'Ariane était envisagé. Il y avait aussi un projet de tram-train, cette fois-ci jusqu'à Drap, en passant sur les voies de la SNCF. La ligne 5 a été officialisée en 2022 avec une vidéo explicative du tracé. Une partie souterraine était à l'origine prévue entre La Trinité et Drap, mais finalement annulée pour passer au-dessus du Paillon. La première section entre Pont-Michel et L'Ariane-Nord ouvrira en 2026, puis la section La Trinité - L'Ariane en 2027. Fin 2027 la section Pont-Michel - Palais des expositions et en 2028 la section La Trinité - Drap. Ce projet permettra à terme de supprimer vingt mille voitures par jour sur cet axe engorgé, notamment avec la création de trois parcs-relais.

### Tracé

Carte géographique.

## Présentation

### Stations

Plan.

|  |   |  | Station                              | Coordonnées | Lieu                   | Correspondances                   |
|  | - |  | ------------------------------------ | ----------- | ---------------------- | --------------------------------- |
|  | x |  | Palais des Expositions               |             | Cimiez / Riquier, Nice | Tram · Ligne 1 du tramway de Nice |
|  | x |  | Vauban                               |             | Saint-Roch, Nice       | Tram · Ligne 1 du tramway de Nice |
|  | x |  | Pont Vincent Auriol                  |             | Roquebillière, Nice    |                                   |
|  | x |  | Les Abattoirs                        |             | Roquebillière, Nice    |                                   |
|  | x |  | Pont Michel                          |             | Roquebillière, Nice    | TER Provence-Alpes-Côte d'Azur    |
|  | x |  | Bon Voyage / Les écoles              |             | Roquebillière, Nice    |                                   |
|  | x |  | Lavoir / AFPA                        |             | Roquebillière, Nice    |                                   |
|  | x |  | Liserons / Ponts jumeaux             |             | Roquebillière, Nice    |                                   |
|  | x |  | Hôpital Sainte-Marie / La Blanquière |             | Roquebillière, Nice    |                                   |
|  | x |  | Les Chênes Blancs                    |             | L'Ariane, Nice         |                                   |
|  | x |  | Pont de la Liberté                   |             | L'Ariane, Nice         | TER Provence-Alpes-Côte d'Azur    |
|  | x |  | Place de l'Ariane                    |             | L'Ariane, Nice         |                                   |
|  | x |  | Pont Anatole France                  |             | La Trinité             |                                   |
|  | x |  | La Trinité                           |             | La Trinité             | TER Provence-Alpes-Côte d'Azur    |
|  | x |  | Les Chênes Verts                     |             | La Trinité             |                                   |
|  | x |  | Drap                                 |             | Drap                   |                                   |